# Rijksweg 33
De N33 is een 72 km lange rijksweg van Assen naar de Eemshaven in Nederland. De weg begint bij de snelweg A28 onder Assen en kruist bij Gieten met een ongelijkvloers verkeersplein de N34. Bij Noordbroek kruist de weg de A7. De belangrijkste plaatsen aan de N33 zijn: Assen, Rolde, Gieten, Veendam, Zuidbroek, Siddeburen, Appingedam en Delfzijl.
De N33 begint met af- en toeritten vanaf de snelweg A28, die al snel een 2×2 strooks weg vormen. Tot aan de aansluiting met de A7 telt de weg 2×2 rijstroken, met de status van autoweg. Alleen de laatste bocht in de weg Spijk-Eemshaven, en de Kwelderweg zijn regionale gebiedsontsluitingswegen geworden. Daarvoor reeds, vanaf Oldenklooster, vlak voor de N997 op de N33 aantakt, is de snelheid gereduceerd tot maximaal 80 km/h. De weg eindigt op een rotonde, waar ook de N46 eindigt.
Oorspronkelijk was het gedeelte bij Assen, dat sinds het bestaan van deze weg al 2×2 rijstroken had, een autosnelweg, de A33.

## Aanleg
Op 9 april 1962 werd het traject Gieten-Bareveld geopend. In december 1962 volgde het traject Bareveld-Veendam en in juni 1966 ook het gedeelte Veendam-Zuidbroek. Het wegvak Rolde-Gieten werd geopend in mei 1971. In dat najaar volgde het gedeelte tussen Rolde en Assen. De bouw van het traject Assen-Gieten werd in 1969 gegund aan NV De Moel en Hermes uit Alkmaar. In het najaar van 1978 volgde Zuidbroek-Appingedam. In oktober 2002 werden twee korte gedeeltes bij Appingedam en Holwierde geopend en in 2004 een nieuwe gedeelte bij Delfzijl.

## Ombouw
Het traject Delfzijl-Eemshaven werd verbouwd tussen 2000 en 2006: er werden rondwegen aangelegd bij Appingedam, Holwierde en Spijk. In 2011 kwam de ombouw van de rotonde bij Gieten gereed, zodat de weg onder de rotonde is komen te liggen.
De N33 had een reputatie als dodenweg. In Noord-Nederland is jarenlang een lobby geweest om de weg verbreed te krijgen tot een volwaardige vierstrooksweg tussen Assen en de aansluiting op de A7 bij Zuidbroek.
Al in 1974 was de verdubbeling van de N33 een onderwerp op de politieke agenda. In 1995 werd het plan afgeblazen. Eind 2006 verwachtten Rijkswaterstaat en het ministerie van Verkeer en Waterstaat in 2010 te beginnen met het verdubbelen. In 2009 was het plan om die verdubbeling tussen Assen en Zuidbroek in 2011 te starten en af te ronden in 2014. Vanwege geldtekort werden de plannen uitgesteld. Na de val van het kabinet-Balkenende IV in het voorjaar van 2010 stond de verdubbeling weer ter discussie, maar na een succesvolle lobby vond het project toch doorgang. In 2012 is door de minister van Infrastructuur het tracébesluit voor de verdubbeling tussen Assen en Noordbroek (A7) genomen. Op 27 december 2012 waren alle bezwaren afgewezen en stond niets meer aan de verdubbeling van de N33 in de weg. Op 1 oktober 2012 werd de opdracht officieel ondertekend door Rijkswaterstaat en de uitvoerende partij en zouden de werkzaamheden in 2013 starten en tot het voorjaar van 2015 duren. Uiteindelijk werd inderdaad in 2013 begonnen met de verdubbeling.
De verdubbeling van de N33 tussen Assen en Zuidbroek werd in drie fasen gerealiseerd. In de eerste fase is de nieuwe rijbaan naast de bestaande rijbaan gebouwd en werden viaducten verbreed en toe- en afritten aangepast. Het verkeer bleef in deze fase op de oorspronkelijke N33 rijden. In fase twee maakte het verkeer gebruik van de nieuwe rijbaan en werd de bestaande rijbaan verbouwd en werden de viaducten aangepast. De op- en afritten van de N33 bleven steeds bereikbaar voor het verkeer. In de laatste fase waren de 2×2 rijstroken gereed en werkte Rijkswaterstaat aan het inrichten van de middenberm, het plaatsen van geleiderail en het aanbrengen van de belijning. Met deze aanpak is de weg eind 2014 aangepast.
Op 12 mei 2014 respectievelijk 26 mei 2014 werden de verdubbelde gedeelten tussen Assen en Gieten en tussen Gieten en Veendam geopend na twee negendaagse afsluitingen. Dit kwam door een versnelling van de werkzaamheden. De verdubbeling was begroot op 152 miljoen euro.
Op 29 september 2014 werd de vernieuwde N33 officieel geopend bij het knooppunt Assen door minister Melanie Schultz van Haegen van Infrastructuur en Milieu.

## Toekomst
De provincie Groningen werkt aan plannen om ook het gedeelte tussen Zuidbroek en Appingedam-Delfzijl te verdubbelen. De financiering van de plannen is een uitdaging. De provincie onderzoekt onder andere een variant waarbij de weg door een afsnijding nabij Tjuchem 1,5 kilometer korter kan worden.
In 2021 werd van de 89 miljoen euro die was gereserveerd voor het project 59,2 miljoen gebruikt om een kostenoverschrijding van de Groningse Ring Zuid te kunnen betalen.

## Aantal rijstroken
| Traject                                      | Aantal rijstroken | Maximumsnelheid |
| -------------------------------------------- | ----------------- | --------------- |
| Knooppunt Assen A28 - Knooppunt Zuidbroek A7 | 2×2               | 100 km/h        |
| Knooppunt Zuidbroek A7 - Kruising Holwierde  | 1×2               | 100 km/h        |
| Kruising Holwierde - Rotonde Eemshaven       | 1×2               | 80 km/h         |